# Ісмаїлов Ібрагім
Ібрагім Ісмаїлов (1901, кишлак Нуд (Ноод) Памірського округу, тепер село Ішкашим, Горно-Бадахшанська автономна область, Таджикистан — розстріляний 20 жовтня 1938, місто Сталінабад, тепер Душанбе, Таджикистан) — таджицький радянський діяч, 2-й секретар ЦК КП(б) Таджикистану, народний комісар фінансів та внутрішньої торгівлі Таджицької РСР. Член ЦВК Таджицької РСР.

## Біографія
Народився в родині сільського поштаря, колишнього військового перекладача Ісмаїла Алізаде. З 1912 до жовтня 1914 року був громадським пастухом у кишлаку Нуд.
З жовтня 1914 до травня 1917 року — учень чотирикласної російсько-туземної школи в Хорозі.
З травня 1917 до серпня 1918 року працював у сільському господарстві дядька в кишлаку Нуд.
З серпня 1918 до листопада 1919 року був бійцем радянського Памірського партизанського загону. З листопада 1919 до листопада 1922 року служив червоноармійцем Памірського прикордонного загону на посту Ішкашим. 
Кандидат у члени РКП(б) з травня 1921 року. Член РКП(б) з серпня 1921 року.
У листопаді 1922 — липні 1923 року — перекладач Памірської надзвичайної комісії (ВЧК—ДПУ).
У липні 1923 — травні 1925 року — голова виконавчого комітету Ішкашимської волосної ради Особливої Памірської області.
У травні — 12 листопада 1925 року — заступник голови Памірського обласного революційного комітету.
16 листопада 1925 — жовтень 1926 року — заступник голови виконавчого комітету Горно-Бадахшанської обласної ради.
У жовтні 1926 — серпні 1927 року — голова виконавчого комітету Горно-Бадахшанської обласної ради.
У серпні 1927 — листопаді 1930 року — заступник народного комісара робітничо-селянської інспекції Таджицької АРСР — заступник голови Центральної контрольної комісії КП(б) Таджикистану.
У листопаді 1930 — липні 1932 року — народний комісар фінансів Таджицької РСР.
10 липня 1932 — липень 1934 (офіційно 3 січня 1935) року — 2-й секретар ЦК КП(б) Таджикистану.
У липні — вересні 1934 року — завідувач відділу культури та пропаганди ленінізму і член Виконавчої комісії Середньо-Азійського бюро ЦК ВКП(б) у місті Ташкенті.
У вересні 1934—1936 роках — слухач Курсів марксизму-ленінізму при ЦК ВКП(б) у Москві. До листопада 1936 року — слухач Вищої школи партійних організаторів при ЦК ВКП(б) у Москві.
У листопаді 1936 — 2 жовтня 1937 року — народний комісар внутрішньої торгівлі Таджицької РСР
2 жовтня 1937 року заарештований органами НКВС. У лютому 1938 року виключений із ВКП(б). Засуджений Воєнною колегією Верховного суду СРСР 20 жовтня 1938 року до страти, розстріляний того ж дня.
29 грудня 1956 року посмертно реабілітований Військовою колегією Верховного суду СРСР.

## Нагороди
- орден Трудового Червоного Прапора Таджицької РСР